# فيسيلوفكا (سفيردلوفسك)
فيسيلوفكا (بالروسية: Веселовка) هي مدينة في مقاطعة سفيردلوفسك أوبلاست في روسيا.
يبلغ عدد سكانها حوالي 292 نسمة.